# Heliotropium patagonicum
Heliotropium patagonicum är en strävbladig växtart som först beskrevs av Carlos Luis Spegazzini, och fick sitt nu gällande namn av Ivan Murray Johnston. Heliotropium patagonicum ingår i Heliotropsläktet som ingår i familjen strävbladiga växter. Inga underarter finns listade i Catalogue of Life.